# Monte Castrove
El Monte Castrove es una pequeña montaña ubicada en la provincia de Pontevedra, que sirve de límite administrativo entre los municipios de Barro, Meis, Pontevedra y Poyo. Tiene una elevación de 613 metros sobre el nivel del mar.
- Datos: Q28726762